# Kornmühlbach
Der Kornmühlbach ist ein 111⁄2 km langer Bach im Landkreis Tirschenreuth im  Nordosten Bayerns, der nach etwa ostnordöstlichem Lauf beim Weiler Neumühle der Gemeinde Leonberg (Oberpfalz) von rechts in die Wondreb mündet.

## Geographie

### Verlauf
Der Kornmühlbach entspringt im Rosaller Wald in der Teilgemarkung Rosall der Stadt Tirschenreuth auf etwa 665 m ü. NHN, jeweils 3⁄4–1 km von den Gipfeln des Heidelbergs im Norden und des Birkenbergs im Osten entfernt, die beide zum Oberpfälzer Wald gehören.
Der Bach fließt durch den Wald nach Westen und kehrt sich dann in seiner etwas feuchten Talmulde nach Norden. Noch im Wald wechselt er aufs Gebiet der Marktgemeinde Bad Neualbenreuth, wo er bald die Rodungsinsel um den Weiler Egglasgrün durchquert. Beim Ort unterquert er die Kreisstraße TIR 4 von Rosall im Süden nach Bad Neualbenreuth-Wernersreuth im Norden und wendet sich dann aus der Rodungsinsel wieder nach Westen, wobei er bald einen Waldriegel durchläuft, in dem erst die Gemarkung Rosall, dann die Gemarkung Pfaffenreuth der Gemeinde Leonberg links an den Lauf grenzt.
Nachdem die Talaue sich wieder schmal öffnet, fließt aus dem Osten der Kellerbach zu und der Bach tritt dauerhaft auf Pfaffenreuther Grund über. Auf dem nächsten halben Kilometer bis zur Kornmühle speist der Bach ein gutes Dutzend Fischteiche, dann unterquert er an dieser Mühleneinöde die Kreisstraße TIR 6, die aus Richtung Rosall im Süden nach Pfaffenreuth im Nordwesten führt.
Die nunmehr im Pfaffenreuther Wald liegende Talaue schließt sich bald wieder und etwa einen Kilometer nach der Kornmühle fließt dem Kornmühlbach aus dem Südosten sein längster Nebenbach aus der feuchten Niederung Sulzschlag zu, der an der TIR 6 unweit von Rosall entsteht. Gleich darauf passiert er den links liegenden Schwarzteich und zwei kleinere Teiche. Die Talaue verengt sich sehr, aber schließt sich nun nicht mehr, Sie weitet sich, nachdem der Bach am rechts sich erhebenden bewaldeten Teichtelrangen vorbeigeflossen ist, stark aus. 
Die TIR 22 von Leonberg im Südwesten nach Pfaffenreuth im Nordosten quert den Bach, der danach das erste Dorf Zirkenreuth am Lauf durchquert. Unterhalb von diesem fließt der Bach nunmehr in weiten und engen Schlingen insgesamt westnordwestwärts. Rechtsseits vom höheren Hang zieht sich der Wald bis an den Auenrand herab, während linksseits auf flacher ansteigendem Gelände nun ein breiter Streifen Äcker vor der Waldgrenze liegt.
Unterhalb der bald auf Zirkenreuth folgenden Einöde Pienmühle entwickelt der Bach feine Mäander und fließt an einigen Teichen vorbei. Zu Füßen des links am Unterhang stehenden Weilers Neuhof liegt der wieder größere Schützteich am linken Ufer. Wenig danach beim überwiegend rechtsseits stehenden Dorf Königshütte enden die auf den Höhen begleitenden Wälder. Auf einem kurzen Abschnitt in diesem Dorf fließt der Bach unterirdisch. Auf Königshütte folgt im baulichen Anschluss der Weiler Neumühle, wo der Bach aus seiner Talmulde in die rechte Talaue der Wondreb überwechselt. 300 Meter weiter fließt er auf etwa 482 m ü. NHN von rechts in die Wondreb ein.
Der Kornmühlbach mündet nach 11,6 km langem Lauf mit mittlerem Sohlgefälle von etwa 16 ‰ rund 183 Höhenmeter unterhalb seines Ursprungs unter Heidelberg und Birkenberg.

### Einzugsgebiet
Das Einzugsgebiet des Kornmühlbachs ist 19,3 km² groß und liegt im Übergangsbereich zwischen den Naturräumen Hinterer Oberpfälzer Wald im Osten und Nordosten, einem Teil des Oberpfälzisch-Bayerischen Waldes, und Naab-Wondreb-Senke im Thüringisch-Fränkischen Mittelgebirge sonst. Die größten Erhebungen sind der 731 m ü. NHN hohe Heidelberg nördlich und der sogar 744 m ü. NHN erreichende Birkenberg östlich über der Bachquelle, die beiden zum Oberpfälzer Wald zählen. Auf etwa zwei Dritteln der Fläche steht Wald. Die Besiedlung am Oberlauf ist sehr gering, am Unterlauf mäßig.
Reihum entwässern die Nachbargewässer ebenfalls zu Wondreb, es sind
- im Nordwesten ein kurzer Bach aus dem Hammerholz und ein längerer von Pfaffenreuth her;
- im Nordosten der große, in Waldsasse mündende Egnermühlbach;
- jenseits der östlichen Wasserscheide gelangt das Wasser hinter Heidelberg und Birkenberg über den Muglbach zur unteren Wondreb;
- im Südosten konkurriert der Bärenlohbach zur Wondreb, im übrigen Süden die kürzeren Gewässer Rosaller Bächl und Scheibenbach;
- im Westen hat die Wondreb wenig oberhalb des Kornmühlbachs mit dem Bach aus dem Warmbachgrund nur einen und noch dazu sehr kurzen Zufluss.

### Zuflüsse und Seen
Liste einer Auswahl der Zuflüsse und  Seen von der Quelle zur Mündung. Teils mit Gewässerlänge, Seefläche, Einzugsgebiet und Höhe. Andere Quellen für die Angaben sind vermerkt.
- Kellerbach, von rechts und Osten auf etwa 548 m ü. NHN etwa einen halben Kilometer östlich der Kornmühle, ca. 2,1 km auf dem längsten Strang und ca. 2,8 km². Die höchste und mündungsfernste Quelle liegt auf etwa 644 m ü. NHN am Nordwestabhang des Heidelbergs.
- Passiert und speist ein gutes Dutzend Teiche auf etwa 548–544 m ü. NHN bis zur Kornmühle
- (Waldbach aus dem Sulzschlag), von rechts und Südosten auf etwa 533 m ü. NHN etwa 0,9 km westsüdwestlich und unterhalb der der Kornmühle, ca. 2,4 km und ca. 2,3 km². Entsteht auf etwa 590 m ü. NHN an der TIR 6 Rosall–Pfaffenreuth etwa einen Kilometer nordwestlich von Rosall und durchfließt am Oberlauf das Geotop „Torfmoor NW von Rosall“.
- Passiert gleich nach dem vorigen auf etwa 532 m ü. NHN den links liegenden Schwarzteich, ca. 0,6 ha, sowie zwei kleinere Teiche.
- Passiert auf etwa 498 m ü. NHN den zweiteiligen Schützteich bei Neuhof, ca. 0,6 ha.

### Orte
Orte am Lauf mit ihren Zugehörigkeiten. Nur die Namen tiefster Schachtelungsstufe bezeichnen Siedlungsanrainer.
- Stadt Tirschenreuth
  - (keine Besiedlung am Lauf)
- Markt Bad Neualbenreuth
  - Egglasgrün (Weiler, rechts teils mit Abstand)
- Gde. Leonberg
  - Kornmühle (Einöde, rechts)
  - Zirkenreuth (Dorf, überwiegend links)
  - Neuhof (Weiler, links am Unterhang)
  - Königshütte (Dorf)
  - Neumühle (Weiler, rechts)

## Geologie
Im gesamten Einzugsgebiet liegen im Untergrund sehr alte, metamorphe Gesteine aus dem Proterozoikum und dem Paläozoikum. Sie sind vor allem linksseits des Bachlaufes teilweise von tertiären oder quartären Ablagerungen überdeckt.
Am oberen Bach aus dem Sulzschlag ist ein Niedermoor als Geotop „Torfmoor NW von Rosall“ ausgewiesen. Auf dem Teichtelrangen südwestlich von Pfaffenreuth steht der mit Limonit durchsetzte Quarzhärtling „Eisener Hut“, ebenfalls ein Geotop, dort wurden früher sulfidische Eisenerze abgebaut. 

### BayernAtlas („BA“)
Amtliche Online-Gewässerkarte mit passendem Ausschnitt und den hier benutzten Layern: Lauf und Einzugsgebiet des Kornmühlbachs

Allgemeiner Einstieg ohne Voreinstellungen und Layer: BayernAtlas der Bayerischen Staatsregierung (Hinweise)
1. 1 2 3  Höhe abgefragt auf dem Hintergrundlayer Amtliche Karte (Rechtsklick).
2. ↑  Länge abgemessen auf dem Hintergrundlayer Amtliche Karte.
3. ↑  Seefläche abgemessen auf dem Hintergrundlayer Amtliche Karte.
4. ↑  Einzugsgebiet abgemessen auf dem Hintergrundlayer Amtliche Karte.
5. ↑  Geologie nach dem Layer Geologischen Karte 1:500.000.

### Sonstige
1. 1 2  Gesamttabelle des Gewässerverzeichnisses Bayern des Bayerischen Landesamtes für Umwelt (XLS, 10,3 MB)